# Catedral de Silves
La catedral de Silves es una catedral de Portugal ubicada en la homónima ciudad de Silves, en el distrito de Faro. La estructura presenta ahora una matriz fundamentalmente gótica, pero también elementos de otras épocas, ya que ha sufrido modificaciones a lo largo de los siglos.

## Historia

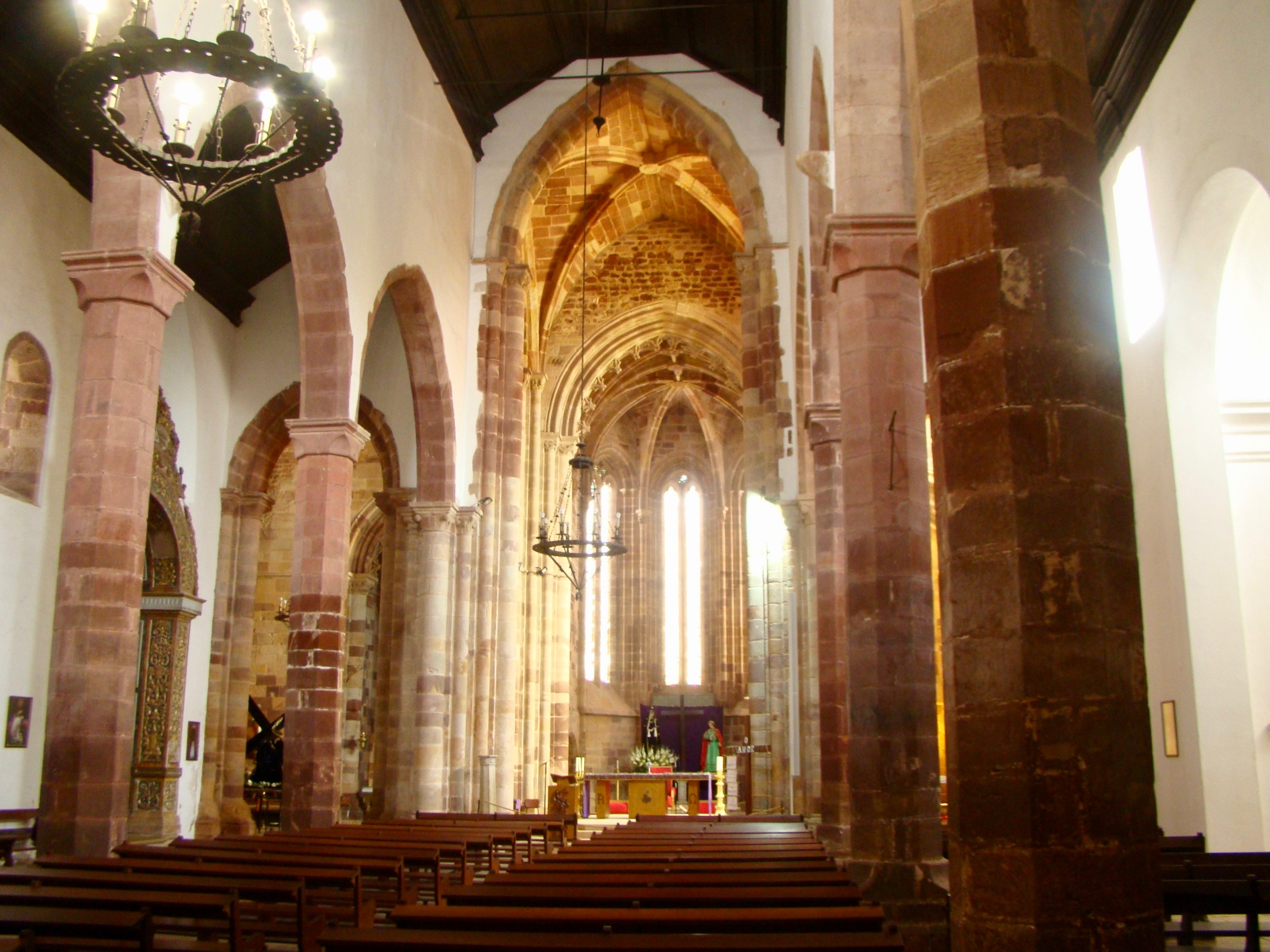
Interior de la catedral.

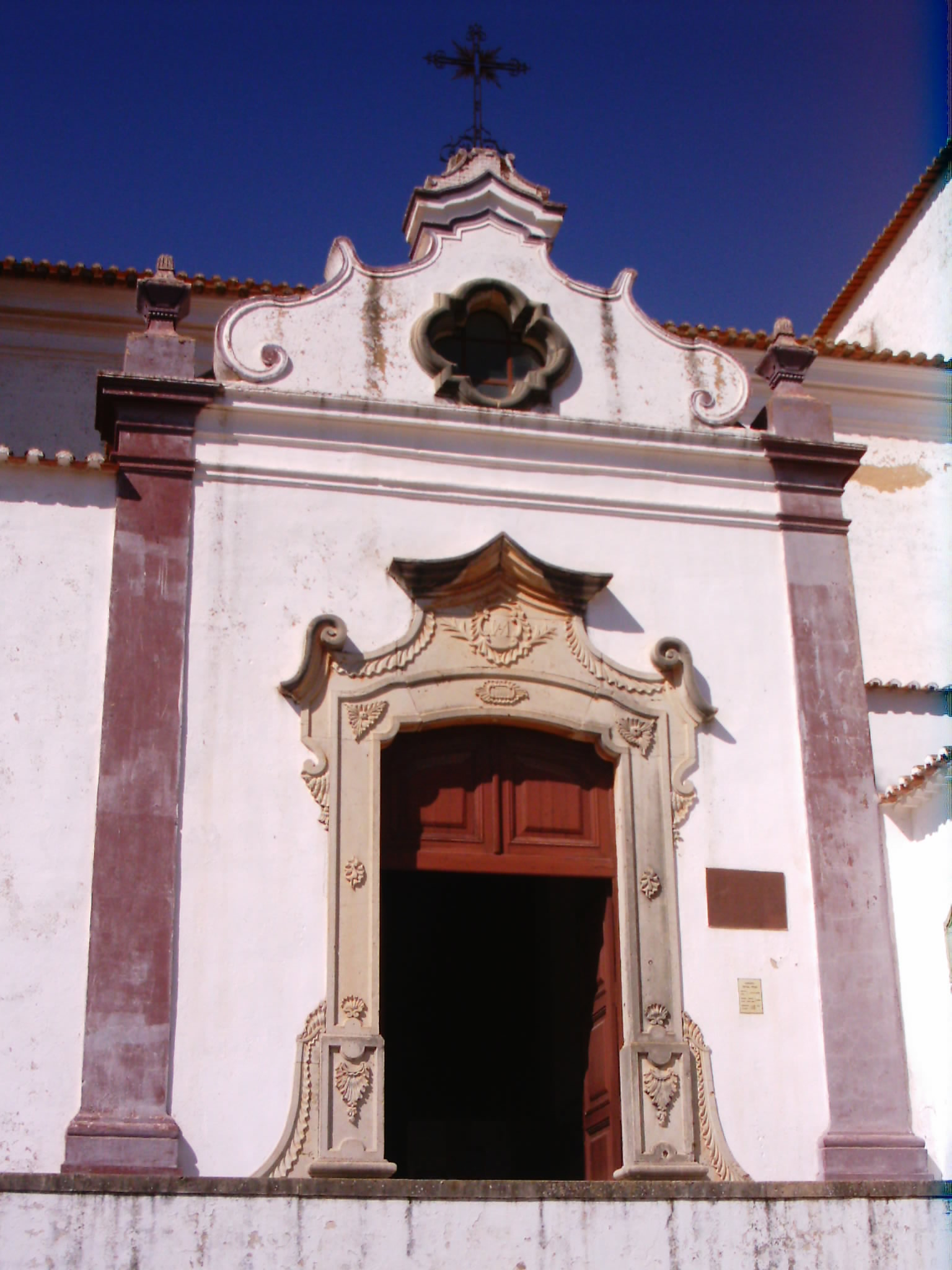
Puerta del Sol.

Es difícil precisar el origen exacto de la catedral, se cree que fue construida sobre una mezquita después de la conquista de la ciudad a los moros por Dionisio I de Portugal, pero se sabe que el edificio actual fue iniciado entre mediados y finales del siglo XIII. Varios terremotos han ido deteriorando el edificio aún sin terminar, y acabó siendo reformado a mediados del siglo XV, con una estructura de arquitectura gótica más simple.
En el siglo XVIII, después del terremoto de Lisboa de 1755, y la destrucción de varios edificios, la catedral sufrió más cambios en el estilo barroco, que se puede observar en la parte superior de la fachada principal que termina en volutas, el portal sur y el nuevo campanario.
A partir de 1938 se comprometió la Dirección General de los Edificios y Monumentos Nacionales (DGEMN) a proceder a restauraciones en el edificio con el fin de acentuar sus características góticas.

## Arquitectura
La catedral tiene una planta en forma de cruz latina, con crucero abovedado en la intersección de los brazos del mismo, rematado por un ábside con una piedra arenisca roja en el extremo en el altar mayor. La nave principal tiene una altura máxima de unos 18 metros, además de otras dos naves laterales con altares decorados con tallas doradas de estilo barroco, estas naves se encuentran separadas de la nave central por sólidos pilares octogonales.
El portal principal de la catedral, ubicado en chambrana (elemento rectangular de piedra sobre el que está integrado a través del portal), está formada por un arco compuesto con arquivoltas que se disponen en degradación. Los capiteles son posiblemente contemporáneos al Monasterio de Batalha, el edificio que más influyó en la catedral, que se ha convertido en el mayor ejemplo de arquitectura gótica en el Algarve. La fachada sur de la catedral tiene un portal barroco/rococó de 1781, conocida como «Puerta del Sol»
En el interior existen varias tumbas en el suelo de los obispos y las familias nobles de Silves y la tumba de piedra del rey Juan II fallecido y enterrado aquí en 1495, y que acabó por ser posteriormente trasladado al Monasterio de Batalha.